# کازوکی ناگاساوا
کازوکی ناگاساوا (ژاپنی: 長澤 和輝؛ زادهٔ ۱۶ دسامبر ۱۹۹۱) یک بازیکن فوتبال اهل ژاپن است. وی همچنین در تیم ملی فوتبال ژاپن بازی کرده‌است.
از باشگاه‌هایی که در آن بازی کرده‌است می‌توان به باشگاه فوتبال یوکوهاما مارینوس، باشگاه فوتبال کلن، باشگاه فوتبال اوراوا رد دیاموندز، باشگاه فوتبال جف یونایتد ایچیهارا چیبا اشاره کرد.